# Мариновані гриби

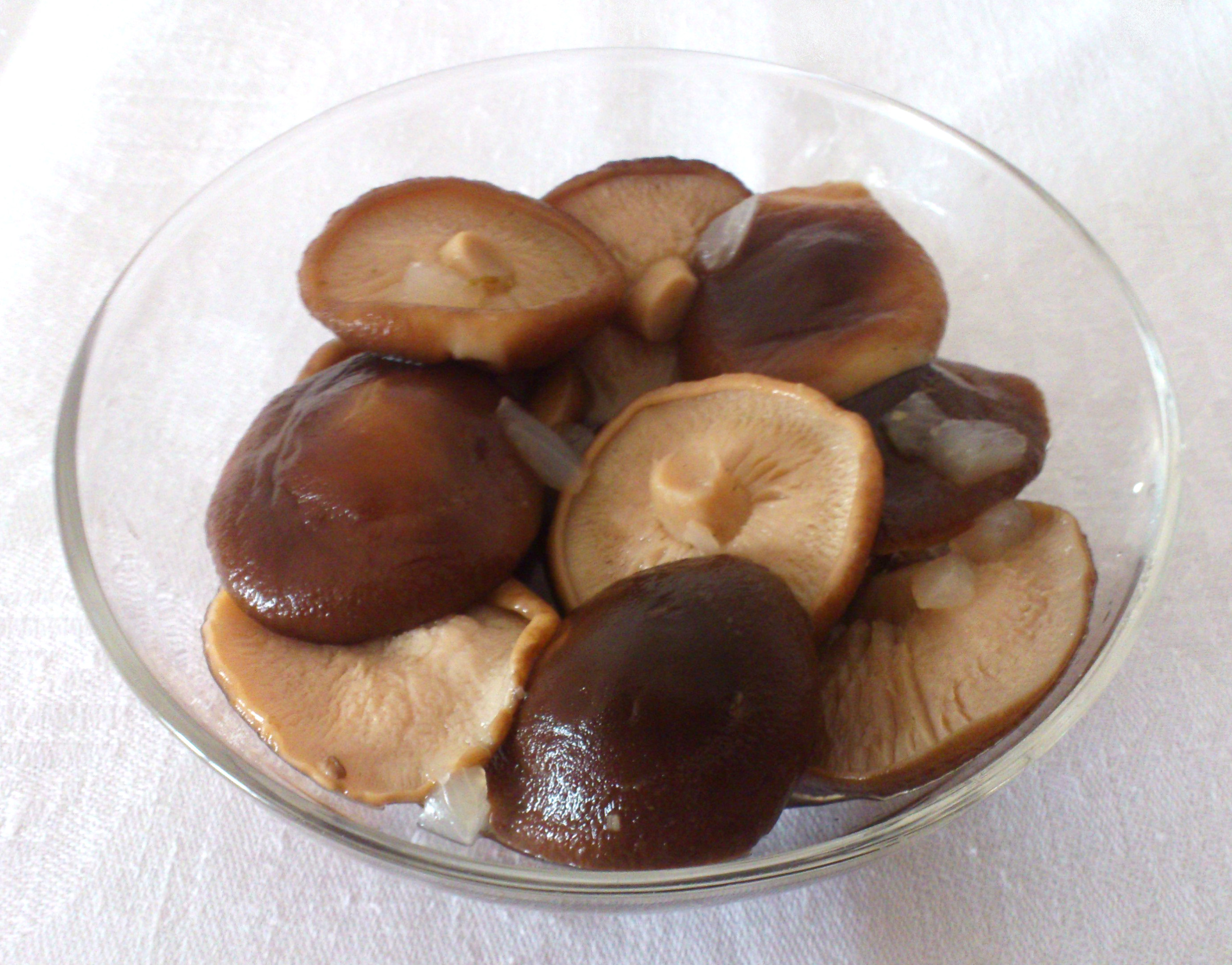
Мариновані шіїтаке

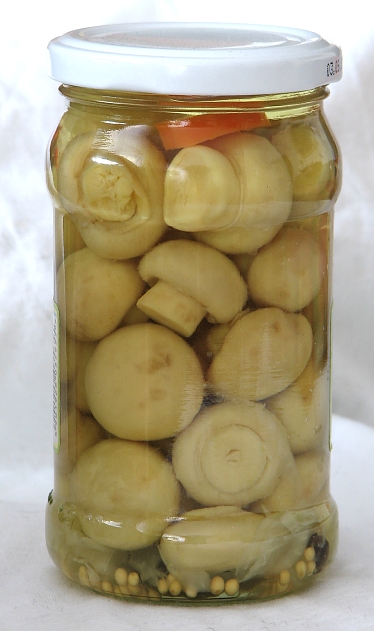
Мариновані печериці

Мариновані гриби — грибні консерви, які характеризуються кислим або слабкокислим смаком, ароматом прянощів. Виробляються за допомогою маринування — спеціальної обробки для збільшення терміну зберігання грибів. Маринування, поряд з солінням - один з двох найпопулярніших способів консервування грибів.

## Приготування
Мариновані гриби виготовляються з використанням оцтової кислоти, лимонної кислоти, натурального винного та яблучного оцту. Для маринування грибів використовуються спеції лавровий лист, духмяний перець, гвоздика та кориця. Використання оцтової кислоти послаблює різкість смаку грибів. При концентрації оцтової кислоти понад 1% збереження грибів забезпечена, але смак виявляється занадто кислим, тому на практиці використовується концентрація оцту менше 1%, а збереження забезпечується тепловою обробкою.
У промисловому виробництві гриби ретельно перевіряють, відбираючи щільні, не пошкоджені, обрізають ніжки та добре промивають. Потім бланшують в киплячому 2% розчині солі 4–5 хвилин, охолоджують, укладають в скляні банки, заливають розсолом, герметично закупорюють та стерилізують. Після стерилізації банки охолоджують. Зберігають в сухих, чистих приміщеннях при температурі 0–15 °С.
Маринувати гриби можна разом з помідорами, огірками, цвітною капустою, стручками квасолі. Підготовлені овочі та гриби укладають шарами в банки, заливають маринадом зі спеціями, стерилізують 60 хвилин.